# Zwiastowanie (dramat)
Zwiastowanie (oryg. fr. L'Annonce faite à Marie) – dramat Paula Claudela redagowany przez autora z przerwami od 1892 do 1948. Sam autor określał swoje dzieło jako misterium. Lanson i Tuffrau zaliczają dramat do utworów Claudela, w których podstawową inspiracją była chrześcijańska mistyka, zaś autor dawał wyraz swojemu głębokiemu katolicyzmowi.

## Okoliczności powstania utworu
Pierwszą wersję dramatu, zatytułowaną Dziewczę imieniem Wiolena (fr. La jeune fille Violaine) Claudel napisał w 1892, po czym poddał ponownej redakcji osiem lat później. W 1909 autor rozważał dokonanie kolejnych zmian w utworze, pragnąc uczynić jego centralnym punktem motyw pocałunku danego trędowatemu. W roku następnym, pod wpływem lektury mistyków niemieckich, postanowił całkowicie zmienić wymowę dzieła, którego najważniejszym tematem miało stać się mistyczne macierzyństwo.
23 lipca 1910 autor pisał do A. Suaresa, iż wprowadzane przezeń zmiany do tekstu Dziewczęcia imieniem Wiolena są na tyle znaczące, iż można mówić o powstawaniu nowego utworu. W czerwcu 1911 dzieło to było gotowe i między grudniem 1911 a kwietniem 1912 było drukowane w częściach w Nouvelle Revue Française, w 1912 zostało wydane w formie książkowej i pierwszy raz wystawione.
W 1938, przed wystawieniem dramatu na deskach Komedii Francuskiej, Claudel zgodził się wprowadzić pewne modyfikacje do IV aktu sztuki. Ostatni raz Zwiastowanie było zmieniane w latach 1946–1948, gdy dramatopisarz przygotowywał nową wersję dzieła na potrzeby planowanej inscenizacji w reżyserii Jacques'a Hebertot. Stąd popularne określenie ostatniej redakcji dramatu jako wersji Hebertot.

## Treść
Akcja utworu rozgrywa się w XV wieku, za panowania Karola VII, we wsi Combernon w pobliżu Reims. Zamożny chłop Anne Vercors postanawia udać się na pielgrzymkę do Jerozolimy. Przed wyjazdem aranżuje małżeństwo starszej córki, Wioleny, z Jakubem Hurym; młodzi darzą się szczerym uczuciem. Młodsza siostra Wioleny, Mara, również zakochana w Jakubie, donosi mu, iż widziała Wiolenę całującą młodego budowniczego kościołów, Piotra Craona. Dowiedziawszy się o miłości Mary do Jakuba, Wiolena pokazuje mu na swoim ciele pierwsze ślady trądu, którym zaraziła się od Piotra, i nie zaprzecza oskarżeniom siostry (choć pocałowała Piotra jedynie z litości), po czym na zawsze opuszcza rodzinę.
Mija osiem lat. Wiolena z powodu choroby straciła wzrok i musi żyć w grocie, w całkowitej izolacji. Tymczasem w przeddzień Bożego Narodzenia umiera córeczka Mary i Jakuba, Aubena. Mara udaje się z ciałem dziewczynki do groty siostry, prosząc ją, by swoją modlitwą wskrzesiła dziewczynkę. Przez całą noc Wiolena tuli martwe dziecko do piersi; rano okazuje się, iż Aubena ożyła. Mara dostrzega na jej ustach kroplę kobiecego mleka, zauważa także, iż ciemne oczy dziewczynki zmieniły kolor na niebieski, przybierając dawną barwę oczu Wioleny.
Do Combernon powraca stary Anne Vercors, który na drodze odnajduje umierającą Wiolenę; okazuje się, iż Mara wepchnęła trędowatą do piaskowego dołu. Przed śmiercią kobieta tłumaczy Jakubowi sens minionych wydarzeń: jej miłość do niego była tak wielka, że Bóg dał jej łaskę wskrzeszenia zmarłej Aubeny i pozwolił w noc bożonarodzeniową karmić ją piersią tak, jak dziewicza Matka Boża karmiła Dzieciątko Jezus. Śmierci Wioleny towarzyszy bicie dzwonów i śpiew Anioł Pański z dawno opuszczonego żeńskiego klasztoru Monsanvierge górującego nad Combernon.

## Publikacja
Dramat w swojej ostatecznej postaci został po raz pierwszy wydrukowany w 1948 przez wydawnictwo Gallimard. Pierwszy przekład polski opracował w 1914 Wacław Husarski. Nosił on tytuł Słowo zwiastowane Maryi. Tytuł Zwiastowanie pojawił się pierwszy raz w nowym tłumaczeniu z 1920, którego autorem był Jarosław Iwaszkiewicz. Nowy przekład dla wydania z 1998 przygotowała Maria Cichoń.